# صفیه صدیقی
صفیه صدیقی (زاده: ۱۳۴۳ ولسوالی سرخ‌رود، ولایت ننگرهار) سیاست‌مدار افغانستانی و نماینده مردم ننگرهار در دوره پانزدهم مجلس نمایندگان افغانستان است.

## زندگی‌نامه
صفیه صدیقی متولد ۱۳۴۳ از ولسوالی سرخ‌رود ولایت ننگرهار افغانستان است. وی دارای مدرک تحصیلی ماستر/کارشناسی ارشد در رشته زبان و ادبیات پشتو، اداره و اجتماع است.

## دیگر فعالیت‌ها
- رئیس مؤسسه زنان داکار (کانادا).[۱]
- رئیس پلان/برنامه‌ریزی امور خارجه وزارت امور زنان افغانستان.[۱]
- مشاور وزارت انکشاف/توسعه دهات افغانستان.[۱]
- استاد دانشگاه امهات المومنین پیشاور.[۱]
- مدیر مسئول مجله هیله.[۱]
- کارمند بی‌بی‌سی.[۱]